# إدريس شاهين
إدريس شاهين (بالتركية: İdris Şahin)‏, (ولد: 18 مارس 1974, في قضاء «أورطا» تشانقِرِه, تركيا) سياسي تركي. ونائب سابق في البرلمان التركي في دورته (24) ممثلا عن حزب العدالة والتنمية.